# Maino (equipo ciclista)
El equipo Maino fue un equipo ciclista italiano, de ciclismo en ruta que compitió durante las primeras décadas del siglo XX, y estaba patrocinado por la fábrica de bicicletas Maino. Entre sus ciclistas destacan Carlo Oriani, Costante Girardengo, Learco Guerra o Vasco Bergamaschi, entre otros.
No se tiene que confundir con el posterior equipo Maino.

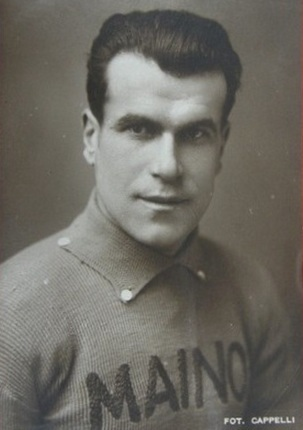
Giuseppe Azzini en 1911

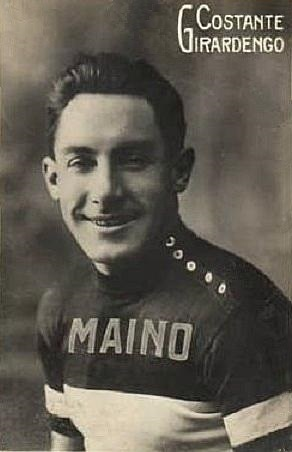
Costante Girardengo en 1919

## Principales resultados
- Milán-Turín: Costante Girardengo (1914, 1923)
- Roma-Nápoles-Roma: Costante Girardengo (1913, 1923), Antonio Negrini (1928), Learco Guerra (1934)
- Giro de Lombardía: Leopoldo Torricelli (1916), Pietro Fossati (1929), Antonio Negrini (1932), Learco Guerra (1934)
- Milán-San Remo: Costante Girardengo (1923, 1928), Learco Guerra (1933)
- Giro del Veneto: Costante Girardengo (1923, 1924), Vasco Bergamaschi (1935), Renato Scorticati (1936)
- Giro de la Toscana: Costante Girardengo (1923, 1924), Learco Guerra (1932)
- Giro del Piemonte: Costante Girardengo (1924), Antonio Negrini (1929)
- Milán-Módena: Costante Girardengo (1928), Learco Guerra (1934, 1935)
- Giro de la Romagna: Antonio Negrini (1928), Learco Guerra (1935)
- Giro de Reggio Calabria: Learco Guerra (1931)
- Giro di Campania: Learco Guerra (1932, 1934, 1935)
- Giro de Emilia: Aldo Bini (1935)

### A las grandes vueltas
- Giro de Italia
  - 12 participaciones (1913, 1914, 1922, 1923, 1929, 1930, 1931, 1932, 1933, 1934, 1935, 1936)
  - 48 victorias de etapa:
    - 2 el 1913: Costante Girardengo, Lauro Ladren
    - 2 el 1914: Costante Girardengo, Luigi Lucotti
    - 8 el 1923: Costante Girardengo (8)
    - 3 el 1930: Learco Guerra (2), Raffaele Di Paco
    - 5 el 1931: Learco Guerra (4), Luigi Giacobbe
    - 6 el 1932: Learco Guerra (6)
    - 3 el 1933: Learco Guerra (3)
    - 10 el 1934: Learco Guerra (10)
    - 9 el 1935: Vasco Bergamaschi (3), Learco Guerra (5), Domenico Piemontesi

  - Clasificación finales:
    - Carlo Oriani (1913)
    - Costante Girardengo (1923)
    - Learco Guerra (1934)
    - Vasco Bergamaschi (1935)

  - Clasificaciones secundarias:
    - Clasificación por equipos: (1913)

- Tour de Francia
  - 0 participaciones

- Vuelta en España
  - 0 participaciones